# Cindy Crawford
Cynthia Ann Crawford, detta Cindy (DeKalb, 20 febbraio 1966), è una supermodella e attrice statunitense.
Tra le più famose e richieste modelle a cavallo degli anni ottanta e novanta, il suo patrimonio si aggira sui 400 milioni di dollari.

## Biografia
È di origini inglesi, scozzesi, irlandesi, francesi, danesi e tedesche.
Le sue ascendenze sono legate alla nobiltà europea, in particolare dal capitano inglese Thomas Trowbridge, colono puritano stabilitosi a New Haven e discendente diretto di Carlo Magno. È inoltre lontana parente dello scrittore Ernest Hemingway.
È nata a DeKalb, nello Stato dell'Illinois, da Daniel Kenneth Crawford e Jennifer Sue Moluf Walker. Suo fratello Jeff è morto di leucemia nel 1974, a soli quattro anni, e la Crawford ha fatto della leucemia infantile lo scopo principale delle sue attività benefiche, destinando alla lotta a questa malattia parte dei suoi proventi.
È stata scoperta per caso dal fotografo di un giornale, che la notò appena sedicenne mentre d'estate lavorava cimando le pannocchie di mais, e le scattò alcune foto. Queste ultime ebbero un feedback estremamente positivo al giornale nel quale lavorava il fotografo, tanto che convinsero Cindy ad iniziare la carriera di modella. Dopo il diploma alla High School, grazie alle due estati trascorse lavorando come modella, poté iscriversi alla facoltà di ingegneria chimica alla Northwestern University.

Cindy lasciò gli studi, comunque, a causa dei suoi impegni a tempo pieno nella carriera della moda. Dopo aver lavorato per il fotografo Victor Skrebneski a Chicago, con il quale raggiunse un discreto successo, si trasferì a New York nel 1986. Il cantante Prince, nel 1987, le dedicò una canzone intitolata Cindy C. contenuta nel suo LP The Black Album. Anche il cantautore italiano Gianni Togni le ha dedicato una canzone, Cindy Crawford, contenuta nell'album Singoli del 1992.

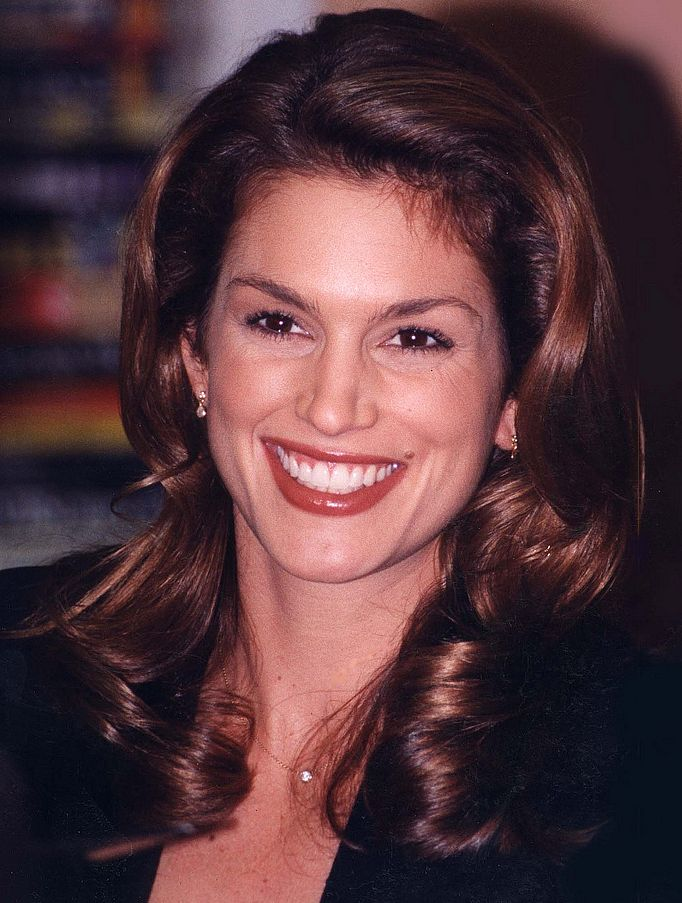
Cindy Crawford nel 1995

Nel 1989 firmò un contratto di 3 000 000 $ per 3 anni con il colosso cosmetico Revlon. Cindy è stata il volto di Revlon per 11 anni fino al 2000. Dal 1989 al 1995, Cindy fu conduttrice del programma di MTV House of Style. Nel 1992, in Norvegia, furono rimossi dei cartelloni con la sua immagine quando le autorità registrarono un incremento del 300% degli incidenti a causa delle distrazioni dei conducenti. Nel 1994 appare nel video Please come home for christmas di Jon Bon Jovi. Nel 1995 la modella ebbe il suo primo ruolo come attrice nel film Facile preda, la cui performance fu bocciata dalla critica, cosicché il film fu un totale fallimento. Sempre nello stesso anno diventò ambasciatrice nel mondo degli orologi Omega che tuttora rappresenta.
Nel 2002 lanciò il suo primo profumo, Cindy Crawford, con il colosso cosmetico Wella, a cui seguirono Feminine, Waterfalls e Summerday. Nel 2005 lancia una linea di arredamento per la casa Cindy Crawford Home con il colosso americano Rooms to go. La Crawford è stata ambasciatrice del marchio di bevande San Benedetto di proprietà della famiglia Zoppas, ruolo che nel 2021 è passato ad Elisabetta Canalis.
La Crawford è alta 1,76 m ed ha una figura snella e tonica, con occhi e capelli castani; un suo segno distintivo è un caratteristico neo marrone, in rilievo, che ha sul lato sinistro della bocca, che è stato definito da molti un “marchio di bellezza”. Fu la prima top-model a posare nuda per Playboy, la cui classifica delle cento donne più sexy del ventesimo secolo la vede quinta. È stata sulle copertine delle riviste più famose, come Vogue, W, People, ELLE, Allure. Nel 2002 fu definita da People una delle 50 donne più belle del mondo. A renderla popolare ha contribuito una serie di video con gli esercizi ginnici del suo personal trainer, che ebbero più successo del film Fair Game che la vedeva come protagonista.
Prosegue tuttora la sua carriera con una serie d'iniziative. Nella classifica del 2009 delle 50 persone più sexy degli anni Novanta, si è classificata terza. Nel 2015 prende parte al videoclip della canzone Bad Blood della cantante Taylor Swift. Il 22 settembre 2017 è tornata in passerella alla settimana della moda di Milano per rendere omaggio a Gianni Versace nel ventennale della sua scomparsa, insieme alle colleghe Carla Bruni, Claudia Schiffer, Naomi Campbell e Helena Christensen. Nel 2020 ha ricevuto una stella sulla Hollywood Walk of Fame.

## Vita privata
Il primo matrimonio della Crawford fu con l'attore Richard Gere, che durò dal 1991 al 1995. Durante il matrimonio furono insistenti le voci circa una presunta omosessualità dei due, che tuttavia furono prontamente smentite da entrambi. Durante il loro matrimonio, Cindy posò in un servizio provocante con una cantante lesbica molto popolare, k.d. lang, sulla copertina di Vanity Fair nell'agosto 1993.
Nel maggio 1998 si è sposata con Rande Gerber, un proprietario di club, con il quale ha avuto due figli di nome Presley e Kaia.
La Crawford ha acquistato la compagnia di produzione Crawdaddy Inc. e inoltre ha stretto un accordo con la C&A, azienda per la quale ha disegnato una collezione di abiti autunno-inverno, che è uscita nel settembre 2012.

## Filmografia

### Attrice

#### Cinema
- Il segreto del mio successo (The Secret of My Success), regia di Herbert Ross (1987)
- Sbottonate (Unzipped), regia di Douglas Keeve (1995) – film documentario
- Facile preda (Fair Game), regia di Andrew Sipes (1995)
- Studio 54, regia di Mark Christopher (1998)
- We Married Margo, regia di Jake David Shapiro (2000)
- Body Guards - Guardie del corpo, regia di Neri Parenti (2000)
- The Simian Line, regia di Linda Yellen (2001)

#### Televisione
- Muppets Tonight – programma TV, episodio 1x05 (1996)
- Frasier – serie TV, episodio 5x03 (1997)
- Una famiglia del terzo tipo (3rd Rock from the Sun) – serie TV, episodio 3x14 (1998)
- Sesamo apriti - Elmopalooza (Sesame Street - Elmopalooza) – special TV (1998)
- Ellen – serie TV, episodio 5x19 (1998)
- La vita secondo Jim (According to Jim) – serie TV, episodio 2x02 (2002)
- I maghi di Waverly (Wizards of Waverly Place) – serie TV, episodio 2x13 (2009)
- Cougar Town – serie TV, episodio 6x10 (2015)
- Friends: The Reunion, regia di Ben Winston – special TV (2021)

### Doppiatrice
- BoJack Horseman – serie TV animata, episodio 6x01 (2019)

### Video musicali
- Freedom! '90 di George Michael
- Please Come Home for Christmas di Jon Bon Jovi
- Girl Panic dei Duran Duran
- Bad Blood di Taylor Swift
- Wolves di Kanye West

## Doppiatrici italiane
- Emanuela Rossi in Facile preda